# Ходкув-Новий
Ходкув-Новий (пол. Chodków Nowy) — село в Польщі, у гміні Лонюв Сандомирського повіту Свентокшиського воєводства.
Населення — 214 осіб (2011).
У 1975-1998 роках село належало до Тарнобжезького воєводства.

## Демографія
Демографічна структура на день 31 березня 2011 року:
|          | Загалом | Допрацездатний вік | Працездатний вік | Постпрацездатний вік |
| -------- | ------- | ------------------ | ---------------- | -------------------- |
| Чоловіки | 118     | 27                 | 77               | 14                   |
| Жінки    | 96      | 11                 | 58               | 27                   |
| Разом    | 214     | 38                 | 135              | 41                   |